# أرمناز (إدلب)
أرمناز تقع في محافظة إدلب في الشمال الغربي من سوريا قريباً جداً من الحدود مع لواء اسكندرون. تبعد 350 كم شمال العاصمة دمشق وحوالي 30 كم عن مركز المحافظة إدلب، وقد تم تحويلها مؤخراً إلى ناحية تتبع منطقة حارم وتحيط بها عدة قرى وبلدات تتبع لها إدارياً منها بيرة أرمناز، وبياطس وتدعى أيضاً الحي الغربي، وملس وكبتا وكوارو، وكوكو وحفسرجة والشيخ بدر والعديد من القرى الصغيرة والمزارع المنتشرة في سهل الروج والمنطقة الواقعة بين جبل الأعلى وجبل الدويلة حيث تحتل أرمناز موقعا جغرافيا متميزاً بين الجبلين وعلى هضبة تشرف على ما حولها من أراض زراعية ذات تربة خصبة وجمال طبيعة رائعة.
أرمناز قديمًا كانت موطنًا للفينيقيين ثمّ جزءًا من مثلث الإمبراطورية الرومانية الممتد بين حلب واللاذقية في مواجهة الإمبراطورية الفارسية في التاريخ لذلك حضارتها القديمة عميقة وبارزة وتحوي الكثيرَ من الآثار، منها ما هو واضح للعيان مثل الأحياء القديمة التاريخية (المنصورة - اسبطريس - تل الحدادي - القنوات المائية الرومانية الطويلة تحت الأرض)وآثار بانتظار استكشافها.
تشتهر أرمناز ببساتين الزيتون والأشجار المثمرة من كروم وتين وغيرها من الفواكه وبينابيع مياهها عذبة وبجمال الطبيعة.

## الاقتصاد
أرمناز من البلدات الغنية بمواردها ويعمل أهالي أرمناز في شتى ميادين الحياة الاقتصادية من زراعة وصناعة وتجارة.

### الزراعة
تعتبر زراعة الزيتون الأكثر انتشاراً في أرمناز ويشكل الزيتون مصدر الدخل الأساسي للكثير من العائلات في أرمناز، وتنتشر زراعة الأشجار المثمرة وبساتين الفاكهة المختلفة والخضروات والحبوب حيث يمكن أن نعتبر أن أرمناز قد حققت تكاملاً غذائياً بشقيه النباتي والحيواني وقد حققت الاكتفاء الذاتي في الكثير من المنتجات الزراعية والحيوانية من ألبان وأجبان وزبدة وسمن ولحوم وغنم وبيض... إلخ. بل يتم تصدير الكثير منها إلى باقي محافظات سورية.

### الصناعة
فمن المشهور عن أرمناز زجاجها العالي الجودة صناعة الزجاج من زمن الفينيقيين حتى أنه قديماً كان مضرب المثل فيقال «أرق من الزجاج الأرمنازي» وقد ساعد على ذلك توافر التربة الرملية الزجاجية، وتأتي صناعة الفخار على قدم المساواة مع صناعة الزجاج فمنذ القدم وصناعة الفخار اليدوي مزدهرة في أرمناز وما تزال بعض الآثار الفخارية القديمة تظهر هنا وهناك أثناء الحفريات في المدينة وأيضاً كان لتوافر التربة الغضارية في أراضي أرمناز دوراً كبيراً في ازدهار هذه الصناعة واستمرارها. ولابد من الإشارة إلى أن صناعتي الزجاج والفخار في أرمناز ظلتا محافظتين على طابعهما اليدوي التقليدي ولم تواكبا التطور الصناعي والتكنولوجي ومع مرور الزمن تكتسب هاتين الصناعتين طابعاً تراثياً شعبياً وتفقد معه الطابع الاقتصادي الذي كان مصدر دخل رئيس للكثير من أهالي أرمناز وتتمتع هذه الصناعة بالفن والإبداع.
وبحكم موقع أرمناز وسط «غابات» من الزيتون في هذه المنطقة من سوريا كان لا بد من ازدهار صناعة عصر الزيتون وتكريره ومعالجة مخلفاته وفيها اليوم عدد كبير من معاصر الزيتون التي تقوم باستخراج زيت الزيتون، ومصانع ومعامل التكرير التي تستخدم مخلفات عصر الزيتون في صناعة الصابون والمنظفات ومواد التدفئة «العرجون» أو «البيرين».

### التجارة
فمما سبق ذكره يمكن الاسنتاج أن حركة التجارة مزدهرة في أرمناز حيث إن غناها بالمواد الزراعية والصناعية ألقى بظلاله على النشاط التجاري ومن أهم صادراتها: الزيتون، زيت الزيتون، الزجاج، التحف الفخارية، الفاكهة وغيرها.

### السياحة
موقع مدينة أرمناز الرائع وجمال الطبيعة والخضرة التي تلف المدينة والمناطق المحيطة بها والآثار المنتشرة فيها وعلى مقربة منها حيث الكثير من الأوابد التاريخية ومناخها المعتدل كل هذه العوامل تجعل من أرمناز مكان رائع للسياحة واكتشاف الطبيعة الساحرة في هذه المنطقة من سوريا.

## السكان
ويبلغ عدد سكانها (القاطنين فيها) حوالي125000 نسمة حيث أن معظم أهالي أرمناز إما من المغتربين أو يسكنون في مراكز المحافظات وخصوصاً حلب وإدلب واللاذقية ودمشق وحماه.
والفلكلور والموروث الشعبي غني جدا في مدينة أرمناز ويتضح تنوع الفنون في حفلات الزفاف والأعراس ويتميز شعب المدينة بالكرم.ويدين السكان في أرمناز كما في المناطق المحيطة بإسلام بنسبة 100%

## الفلكلور والموروث الشعبي
من كتاب ادلب مغنى ومعنى[وصلة مكسورة] للأستاذ عبد الحميد مشلح
تميزت أرمناز عن باقي أرجاء المحافظة (محافظة إدلب) في حفاظها على الفن الأصيل للموشح ورقص السماح الأندلسي ويعود سبب شهرة أرمناز بهذا الفن إلى أن امرأة أرمنازية تدعى (أسما الكمثارية) وأثناء زيارة أهلها في بلدة أرمناز أحضرت معها بعض الكتب عن هذا الفن العريق وبدأ الفن ينتشر في أرمناز ويغنى كما انتشر رقص السماح أيضا.
ومن الفلكلور الموسيقي المتوارث في أرمناز ما يسمى بدورة العريس، وهذه الدورة لايوجد لها مثيلٌ في كافة أصقاع الأرض إلا في مدينة غرناطة بالأندلس، ولكنها اندثرت هناك وبقيت خالدة في أرمناز.
وتتميز دورة العريس بالإنشاد الجماعي مع الرقص الموزون وتدار عندما يتم إنهاء الحفل حيث يؤخذ العريس إلى بيت العروس. أما بالنسبة إلى شكل الدورة فيقف العريس في مؤخرة الدورة وخلفه أصدقاؤه وأقرباؤه ويقف أمامه اثنان من العازبين ويمسكون بطرفي منديل أمامه كإنه حاجز له. أما المغنون فيقفون على الطرفين باستقامة تامة، متباعدين حوالي -2م - وتبدأ الدورة بتمايل الطرف اليميني على اليساري ثم اليساري على عكس اليميني، هذا التمايل يسمى وحدة كبيرة ووحدة صغيرة وتسير الدورة باتجاه بيت الزوجية وما يزال أهالي بلدة أرمناز كبيرهم وصغيرهم يحافظ على هذه الدورة التي تنفرد بها أرمناز عن باقي أرجاء القطر وليس عن بقية أرجاء محافظة إدلب فقط. أما ما يغنى في هذه الدورة هو الموشحات على نغم السيكا نذكر منها: (بالله يا باهي الجمال - صلي وسلم يا سلام - كم وكما الصدود). حيث يختلف الفن الأرمنازي عن الحلبي بلحن الموشح والدور وفلكلور السماح، ويتفقان بالوزن.
أما عندما يقترب موكب العريس من بيت الزوجية فتبدأ الدورة بالتعريجة وهي على نغمة الصبا ولها موشح خاص بها يدعى (عرّج يا حادي) وكلماته هي:
- عرّج ياحادي نحو الحمـى
- وانزل للوادي وادي العقيق
- واذكـر أشـواقيعند الحبيــب
- صـارت ارفـاقي بعد العشــاء
- لابـس ألـماسي وشــحملوا
- فوق الأضعــان تـلك الخيـام
- قـربـا بــالــوادي وأقـرى السلام
- صـلـي يا ربـي علـى النــبي
- طه مـن جـانا بـالبينــات
- واغفر للنــاس وابـن الطريق
- واختــم بالحســنى لنـا الجميـع
- يــا ليــل هنــا حبيـب وفـى
- وانشــدوا با لليـل على ما قلنــا
- ورمــان صــدورا الله يصونــوا
- من زود حملوا يـا لا لا مالت غصونوا
- الخال يشــهد والشـامي تنتين
- وأنا بحبـوا يــا لا لا يانـورا عينـي
- علـى رسولــي الإله صلــى
- وسلـم الله روس الجلالـين
- محمــد أشرف البــرايــا
- أفضل من راكب وماشي

وعندما يصل الموكب إلى البيت يقف الجميع ويغني أحد الأشخاص قصيدة معروفة في أرمناز وهي:
- إن كنت تعلى على رقاب العدى تعلى
- قم ورافق الحج وتفرج على المعلـى
- وقف على بير زمزم ونادي يابلال املأ
- الفاتحة للعرابي ساكن المعلى

ولهذا قال أحد شعراء أرمناز واصفا إياها بقصيدة مطولة اخترنا منها هذه الأبيات:
- عزّ البلاد ومن يهيم بحسـنها *** هيهات يصحو بعدها من عشقها
- يشدوك مروان ببلبل سطـحه *** والشيخ يسكن أرضها ويميدهـا
- نقلت إلى كل الـبلاد عناءها *** حتى سمت شهباؤنا من فنهــا
- خلق الإله حجارها من فضــة *** واذاب تبر الكون عبر ترابهــا

والمقصود بالشيخ في هذه القصيدة هو أستاذ فن الموشح والغناء ورقص السماح في أرمناز ورئيس جمعية الفنون الشعبية فيها الفنان الراحل الشيخ جميل بشير جمّو.
والمعروف أن الموشح نشأ في الأندلس، ثمّ انتقل إلى المشرق العربي، ومنه سورية، وسبقت الإشارة إلى أن امرأة نقلته إلى أرمناز وهي (أسما الكمثارية) ذات الأصل الأرمنازي المتزوجة في الأندلس جلبت بعض الكتب من هناك أثناء زيارة أهلها ومن ثم انتقل الموشح إلى حلب عن طريق شخصين هما: (محمد عبد الصمد الأرمنازي الذي ولد في أرمناز وعندما توفي والده تزوجت أمه إلى حلب وسكن معها فأخذ معه الموشحات إلى حلب وبدأ بتنفيذها هناك وهذا ما جاء في كتاب الأنساب - أما الشخص الثاني الذي ارتحل إلى حلب عام 1708 م هو محمد القزاز والذي نقل أيضا الفن الأندلسي معه إلى حلب وعلى هذا فإذا ما نسب الموشح والفن الأندلسي عموما إلى حلب فهذا صحيح لأن أرمناز هي بلدة شأنها شأن محافظة إدلب كاملة كانت تابعة وجزءا لايتجزأ من محافظة حلب).

## قصة أرمناز والزجاج
هنالك بعض المصادر التي ذكرت أن أرمناز كانت المهد الأول لصناعة الزجاج، حيث اخترعها سكان المنطقة الفينيقيون (الكنعانيون) عام (2500ق.م) ونقلها الفينيقيون إلى مصر وتونس (مدينة) عبر رحلاتهم البحرية في البحر الأبيض المتوسط. وتميزت أرمناز بصناعة زجاج العقيق الذي انفردت به. حتى أن الخلفاء العباسيين كانوا يتباهون بالزجاج الأرمنازي ويروي: أن وفداً حضر إلى بغداد من الصين يحمل قطعاً من الزجاج هدية للخليفة هارون الرشيد فقال للحاجب: «أرق من زجاج أرمناز؟!». كانت صناعة الزجاج متطورة كثيراً في أرمناز ومنذ القدم. وكانت تصنع العدسات الزجاجية. وسبب تمركز صناعة الزجاج في أرمناز يعود إلى توفر المادة الأولية وهي: الرمال الزجاجية، ووجود نبتة محلية تعرف بـ (القلة) التي تساعد على تصفية الزجاج من الشوائب. كما كانت أرمناز تصنع أساور النساء، والزجاج الملون بعدة ألوان وذلك لمعرفة الفينيقيين بالأصبغة المتنوعة، وخاصة اللون الأرجواني. وما زالت تنتشر في أرمناز العديد من معامل الزجاج القديمة والحديثة. فقد تطورت الصناعة اليدوية بالرغم من منافسة الصناعات الآلية. كما أدخلت عليها أشكال تزيينية جميلة، بعد إدخال الحبيبات المعدنية والزجاجية لخلط عجينة الزجاج. وهكذا بقيت أرمناز رائدة في صناعة الزجاج بلا منازع.

## وصلات خارجية
- تقرير عرضته قناة الجزيرة الفضائية عن صناعة الزجاج في أرمناز على يوتيوب
- تقرير ورد ضمن برنامج محطات على قناة العربية حول صناعة الفخار التقليدية في مدينة أرمناز